# Relations entre l'Argentine et le Brésil
Les relations entre l'Argentine et le Brésil désignent les relations bilatérales qui lient la république argentine et la république fédérative du Brésil, deux nations d'Amérique du Sud.
Les relations entre les deux États sont historiques, et couvrent plus de deux siècles. Au cours de l'histoire, celles-ci ont pu être tant belliqueuses et guerrières, qu'amicales et proches. Les relations entre l'Argentine et le Brésil contemporaines sont à la fois économiques, commerciales, culturelles et touristiques.

## Histoire

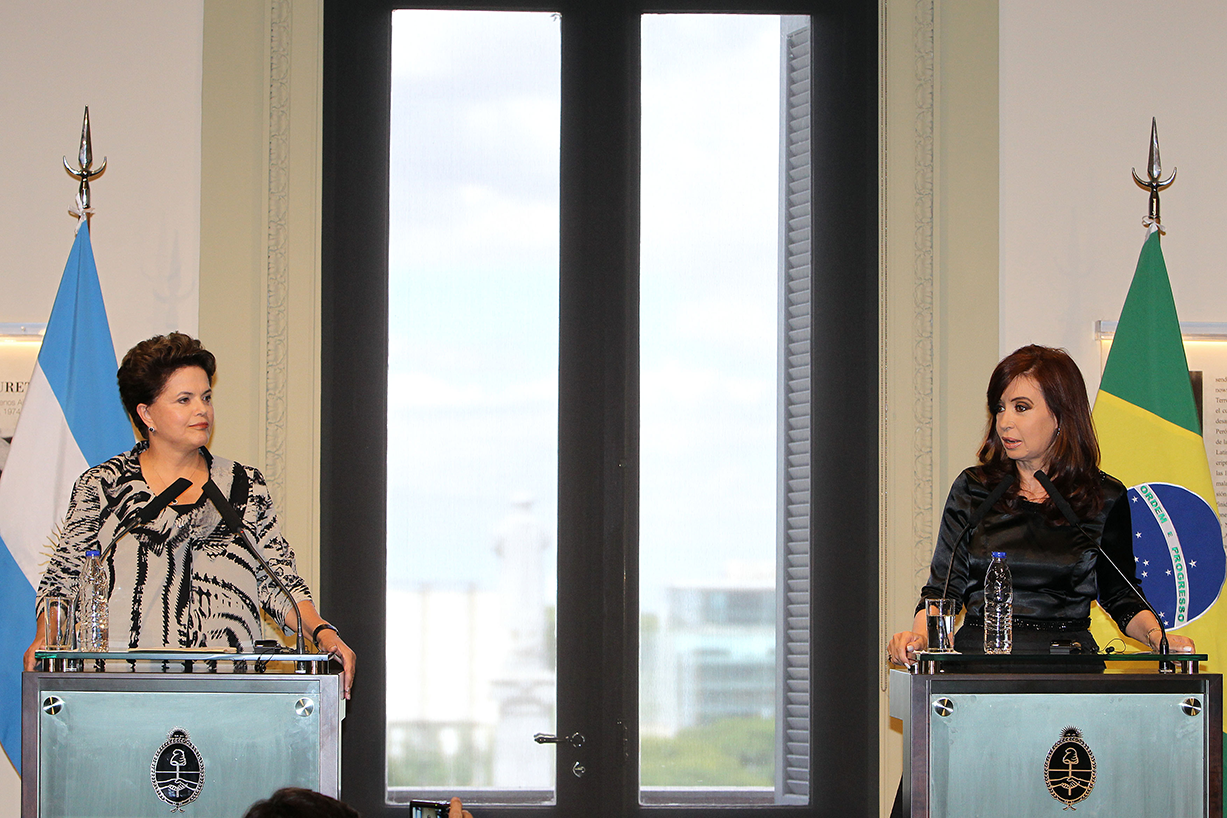
Dilma Rousseff, la présidente du Brésil, et Cristina Fernández de Kirchner, la présidente de l'Argentine, durant une visite officielle de Dilma Roussef à Buenos Aires le 31 janvier 2011.

Après leur indépendance de l'Empire espagnol et de l'Empire portugais au début du XIXe siècle, les deux nations héritent de territoires coloniaux aux frontières mal définies, sources de conflits territoriaux. La période de plus fortes tensions entre les deux pays est la Guerre de Cisplatine (1825-1828), dont l'enjeu est la possession de la Province cisplatine.

## Relations économiques
Le Brésil est un partenaire économique et commercial majeur de l'Argentine, et il en est de même de l'Argentine pour le Brésil. Les deux nations totalisent 63 % de la surface du continent sud-américain, 60 % de sa population et 61 % de son PIB.
|                                                                      | 2004           | 2005            | 2006            | 2007            | 2008            | 2009            | 2010            |
| -------------------------------------------------------------------- | -------------- | --------------- | --------------- | --------------- | --------------- | --------------- | --------------- |
| Exportations argentines vers le Brésil                               | $5,6 milliards | $6,2 milliards  | $8 milliards    | $10,4 milliards | $13,3 milliards | $11,3 milliards | $14,4 milliards |
| Exportations brésiliennes vers l'Argentine                           | $7,4 milliards | $9,9 milliards  | $11,7 milliards | $14,4 milliards | $17,6 milliards | $12,8 milliards | $18,5 milliards |
| Total échanges bilatéraux                                            | $13 milliards  | $16,1 milliards | $19,7 milliards | $24,8 milliards | $30,9 milliards | $24,1 milliards | $32,9 milliards |
| Note: Tous les montants donnés sont en dollar américain. Source: MRE |                |                 |                 |                 |                 |                 |                 |